# Herbsheim
Herbsheim är en kommun i departementet Bas-Rhin i regionen Grand Est (tidigare regionen Alsace) i nordöstra Frankrike. Kommunen ligger i kantonen Benfeld som tillhör arrondissementet Sélestat-Erstein. År 2022 hade Herbsheim 963 invånare.

## Befolkningsutveckling
Antalet invånare i kommunen Herbsheim
| Referens: INSEE |